# Жидкая унция
Жидкая унция (сокращенно fl oz, fl. oz или oz. fl., старые формы ℥, fl ℥, f℥, ƒ ℥) — единица объёма, обычно используемая для измерения жидкостей. В разное время использовались различные определения жидкой унции. В наше время широко используются лишь два из них — британская имперская унция и жидкая унция США.
1 имперская жидкая унция = 1⁄20 пинты = 1⁄160 галлона ≈ 28,41 мл.
1 американская жидкая унция = 1⁄16 жидкой пинты= 1⁄128 жидкого галлона ≈ 29,57 мл.
Жидкая унция отличается от унции веса и массы, однако часто обозначение fl. oz. сокращается до oz., если контекст проясняет значение, например, унции в бутылке. Имперская жидкая унция чистой воды имеет массу примерно равную одной унции.

## Эквиваленты

### Имперская жидкая унция
| 1 имперская жидкая унция                                      | = | 1⁄160    | галлон*                                        |
| 1 имперская жидкая унция                                      | = | 1⁄40     | кварта*                                        |
| 1 имперская жидкая унция                                      | = | 1⁄20     | пинта*                                         |
| 1 имперская жидкая унция                                      | = | 1⁄10     | чашка*                                         |
| 1 имперская жидкая унция                                      | = | 1⁄5      | джилл (гилл)*                                  |
| 1 имперская жидкая унция                                      | = | 8        | драхма*                                        |
| 1 имперская жидкая унция                                      | = | 28,4131  | мл                                             |
| 1 имперская жидкая унция                                      | ≈ | 1,733871 | куб. дюйм                                      |
| 1 имперская жидкая унция                                      | ≈ | 0,960760 | жидкая унция США                               |
| 1 имперская жидкая унция                                      | ≈ | 1        | Международная эвердьюпойсная унция чистой воды |
| * — данные меры объёма являются частью Британской системы мер |   |          |                                                |

### жидкая унция США
| 1 жидкая унция США                                     | = | 1⁄128    | галлон*                |
| 1 жидкая унция США                                     | = | 1⁄32     | кварта*                |
| 1 жидкая унция США                                     | = | 1⁄16     | пинта*                 |
| 1 жидкая унция США                                     | = | 1⁄8      | чашка*                 |
| 1 жидкая унция США                                     | = | 1⁄4      | джилл (гилл)*          |
| 1 жидкая унция США                                     | = | 2        | столовая ложка*        |
| 1 жидкая унция США                                     | = | 6        | чайная ложка*          |
| 1 жидкая унция США                                     | = | 8        | драхма*                |
| 1 жидкая унция США                                     | = | 1.804688 | куб. дюйм              |
| 1 жидкая унция США                                     | = | 29.5735  | мл                     |
| 1 жидкая унция США                                     | ≈ | 1.040843 | имперская жидкая унция |
| * — данные меры объёма являются частью системы мер США |   |          |                        |

## История
Жидкой унцией первоначально назывался объём, занимаемый одной унцией какого-либо вещества, например вина (в Англии) или воды (в Шотландии). Определение жидкой унции также различалось в зависимости от системы измерения жидкости, например, той, которая использовалась для вина и эля.
На протяжении веков использовались различные унции, в том числе унция Тауэра, тройская унция, эвердьюпойсная унция и унции, используемые в международной торговле, такие как парижская тройская. Ситуация была осложнена средневековой практикой «допущений», когда единица измерения необязательно была равна сумме своих частей.
В 1824 году британский парламент определил имперский галлон как объем десяти фунтов воды при стандартной температуре. Галлон был разделен на четыре кварты, кварта на две пинты, пинта на четыре джилла, и джилл на пять унций. Таким образом, на галлон приходилось 160 имперских жидких унций.
Масса жидкой унции воды составляла примерно одну эвердьюпойсную унцию (28,35 г), соотношение, которое остается приблизительно верным и сегодня, несмотря на то, что определение британского галлона было изменено. В наши дни британский галлон равен 4,54609 литра (таким образом, британская жидкая унция составляет ровно 28,4130625 мл).
Жидкая унция США основана на галлоне США, который, в свою очередь, основан на галлоне вина, составляющем 31 кубический дюйм, использовавшийся в Великобритании до 1824 года. С принятием международного дюйма жидкая унция США стала равна 1⁄128 галлона × 231 дюйм3/гал × (2,54 см3/дюйм3) = 29,5735295625 мл, или примерно на 4% больше, чем имперская унция.